# Triphora intermedia
Triphora intermedia är en snäckart som först beskrevs av Dall 1881.  Triphora intermedia ingår i släktet Triphora och familjen Triphoridae. Inga underarter finns listade i Catalogue of Life.